# Мостек (Малопольське воєводство)
Мостек (пол. Mostek) — село в Польщі, у гміні Ґолча Меховського повіту Малопольського воєводства.
Населення — 354 особи (2011).
У 1975—1998 роках село належало до Краківського воєводства.

## Демографія
Демографічна структура станом на 31 березня 2011 року:
|          | Загалом | Допрацездатний вік | Працездатний вік | Постпрацездатний вік |
| -------- | ------- | ------------------ | ---------------- | -------------------- |
| Чоловіки | 182     | 39                 | 120              | 23                   |
| Жінки    | 172     | 33                 | 87               | 52                   |
| Разом    | 354     | 72                 | 207              | 75                   |